# Cyclotétraglucose
 (avril 2025).
Le cyclotétraglucose est un oligosaccharide cyclique formé de quatre unités glucose. Il est listé comme additif alimentaire possible au codex Alimentarius (INS ou E1504), mais en pratique interdit en l'absence de preuve de son innocuité. 
La nomenclature du codex lui attribue de fait deux numéros INS : 1504(i) pour le cyclotétraglucose lui-même, 1504(ii) pour le sirop de tétraglucose.